# Passano
Passano è una località del comune di Deiva Marina, nella riviera spezzina, in provincia della Spezia. Distante circa 6 km dal capoluogo comunale, è ubicata a 298 metri sul livello del mare.

## Storia
L'odierna località di Passano in periodo medievale è stato un importante centro feudale del territorio che, con l'omonima famiglia marchesale (il cui capostipite, Manfredo Da Passano, ottenne il riconoscimento di tale investitura dall'imperatore Ottone II di Sassonia nel 984) dominerà una vasta area del levante ligure. 
I marchesi Da Passano diverranno infatti nel Medioevo signori feudali degli odierni abitati di Deiva, Mezzema, Piazza, Moneglia, Framura, Levanto, nonché di alcune zone del Bracco, delle Cinque Terre e dell'isola del Tino.
Dal XII secolo, con la dominazione genovese, il territorio, diviso in due blocchi distinti, fu sottoposto alle giurisdizioni della podesteria di Moneglia (Mezzema e Deiva) e di Framura (Passano e Piazza); dal 1680 tutta la zona passò sotto il controllo della podesteria monegliese nel capitaneato di Levanto.
Nel 1797, con la dominazione francese di Napoleone Bonaparte, Passano rientrerà dal 2 dicembre nel Dipartimento del Vara, con capoluogo Levanto, all'interno della Repubblica Ligure annessa al Primo Impero francese. Dal 28 aprile 1798, con i nuovi ordinamenti francesi, rientrerà nel VII Cantone, con capoluogo Deiva, della Giurisdizione di Mesco e dal 1803 centro principale del V Cantone del Mesco nella Giurisdizione del Golfo di Venere. Dal 13 giugno 1805 al 1814 verrà inserito nel Dipartimento degli Appennini. Oramai unito, come località, a Deiva, ne seguirà le sorti dell'epoca contemporanea.

## Monumenti e luoghi d'interesse

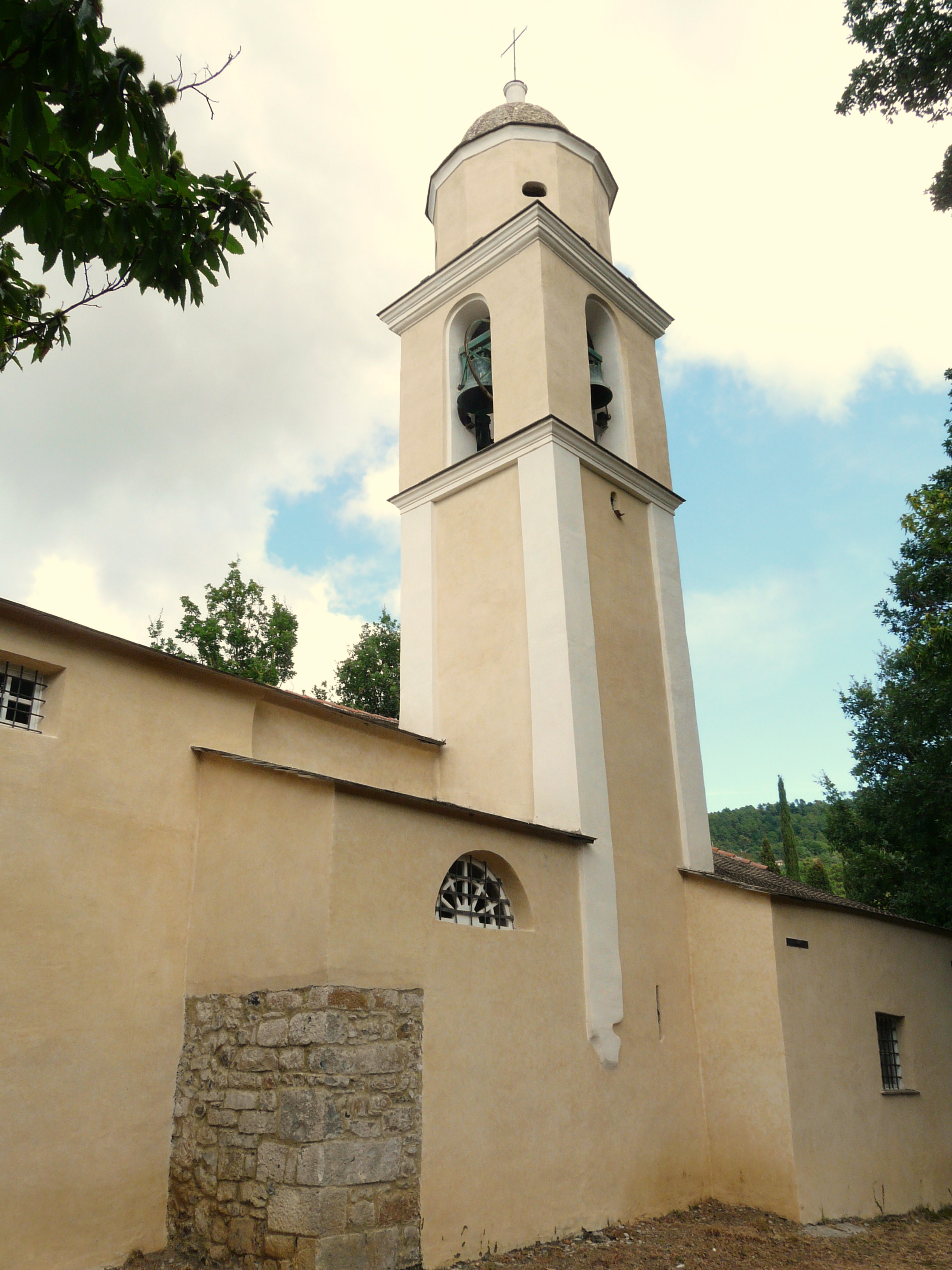
Il campanile della cappella di Santa Maria Assunta

### Architetture religiose
Nella località sono i resti dell'antica Chiesa di San Nicolao, citata per la prima volta nel 1160, con annesso ricovero (Hospitale) per i viandanti e cella monastica di monache benedettine. Colpita da un incendio nel 1590, verso la metà del XVII secolo fu ripristinata al culto religioso solo in determinati periodi dell'anno, fino al 1754 quando l'edificio venne definitivamente abbandonato.
Lungo la via di mezzacosta per Moneglia, nella zona del locale cimitero è una cappella dedicata a santa Maria Assunta, che al suo interno custodisce marmi dell'Alto medioevo.

### Architetture militari
Sulla collina che sovrasta il borgo di Passano sono i resti del castello della famiglia feudale dei da Passano, distrutto nel 1174 dalle forze della Repubblica di Genova. 
Le note storiche locali in diversi documenti attestano l'assedio genovese posto al territorio di Passano da Genova per spodestare i da Passano che, in quell'occasione, si erano alleati e avevano trovato l'appoggio delle altre famiglie feudali del Levante ligure, quali i Fieschi e i Malaspina unite contro il forte espansionismo della Repubblica genovese. 

Il castello dei da Passano ed il suo abitato caddero dopo otto giorni di feroce assedio e furono distrutti.
Una leggenda narra che i Da Passano riuscirono a salvarsi attraverso un passaggio nascosto che conduceva alle pendici del Bracco, dove ancora oggi è un luogo chiamato Arcapascià (Arca dei Passano).